# Cry Macho
Pour plus de détails, voir Fiche technique et Distribution.
Cry Macho, ou Cry Macho : Le Chemin de la rédemption au Québec, est un film américain réalisé par Clint Eastwood et sorti en 2021. Il s'agit d'une adaptation du roman du même titre (en) de N. Richard Nash publié en 1975.

## Synopsis
Mike Milo est une ancienne star de rodéo, devenu éleveur de chevaux au Texas après une grave blessure. En 1980, il est recontacté par un ancien patron, Howard Polk. Ce dernier lui demande de se rendre au Mexique pour ramener son jeune fils Rafael qui vit là-bas avec sa mère alcoolique. Un long voyage l'attend.

## Fiche technique
Sauf indication contraire, les informations mentionnées dans cette section peuvent être confirmées par la base de données cinématographiques IMDb,  présente dans la section « Liens externes ».
- Titre original : Cry Macho
- Titre québécois : Cry Macho : Le Chemin de la rédemption
- Réalisation : Clint Eastwood
- Scénario : Nick Schenk et N. Richard Nash, d'après le roman Cry Macho de N. Richard Nash
- Direction artistique : Gregory G. Sandoval
- Décors : Ronald R. Reiss
- Costumes : n/a
- Photographie : Ben Davis
- Montage : Joel Cox et David Cox
- Musique : Mark Mancina
- Production : Clint Eastwood, Daniel Grodnik, Jessica Meier, Tim Moore et Albert S. Ruddy
- Coproduction : David M. Bernstein
- Production associée : Holly Hagy
- Sociétés de production : Warner Bros., Malpaso Productions et Ruddy Productions
- Sociétés de distribution : Warner Bros. / HBO Max (États-Unis)
- Budget : 33 millions de dollars
- Pays de production :  États-Unis
- Langue originale : anglais
- Format : couleur
- Genre : néo-western, drame, thriller
- Durée : 104 minutes
- Dates de sortie : 
  - États-Unis : 17 septembre 2021 (au cinéma et sur HBO Max)
  - France : 10 novembre 2021

## Distribution
- Clint Eastwood (VF : Hervé Jolly ; VQ : Jean-Marie Moncelet) : Mike Milo
- Dwight Yoakam (VF : Michel Dodane ; VQ : Louis-Philippe Dandenault) : Howard Polk
- Eduardo Minett (VF : Andrea Santamaria ; VQ : Matis Ross) : Rafael « Rafo » Polk
- Natalia Traven : Marta
- Horacio Garcia Rojas (VF : Benjamin Pascal) : Aurelio
- Fernanda Urrejola (VF : Daniela Labbé Cabrera ; VQ : Marie-Evelyne Lessard) : Leta

## Production

### Genèse et développement
Le roman Cry Macho (en) de N. Richard Nash est publié en 1975. Il écrit peu après une adaptation en scénario de son œuvre qu'il tente sans succès de vendre à un studio. Dès lors de nombreux acteurs seront tour à tour annoncés dans le rôle principal : Clint Eastwood, Roy Scheider, Burt Lancaster, Pierce Brosnan ou encore Arnold Schwarzenegger,. Lorsque Clint Eastwood est approché pour la première fois il déclare "Je suis trop jeune pour le rôle, je ferais mieux de le mettre en scène et de proposer le rôle a Robert Mitchum"
En 1988, Clint Eastwood montre un intérêt pour adapter le roman Cry Macho, mais il doit d'abord reprendre son rôle de Harry Callahan dans La Dernière Cible (1988),. En 1991, le tournage d'une adaptation de Cry Macho débute au Mexique avec Roy Scheider en tête d'affiche mais le film ne sera jamais achevé.
En 2003, Arnold Schwarzenegger est annoncé dans le rôle principal. Cependant, en raison de son mandat de gouverneur de Californie, l'acteur n'est pas disponible tout de suite. En avril 2011, Arnold Schwarzenegger annonce que Cry Macho sera son premier projet après la fin de son mandat. Cependant, le film — que devait réaliser Brad Furman — est annulé après un scandale entourant l'acteur et provoquant son divorce avec Maria Shriver,.
En octobre 2020, il est annoncé que Clint Eastwood a repris le projet comme producteur, réalisateur et interprète du rôle principal. Il se base sur le scénario original de N. Richard Nash (décédé en 2000) retravaillé par Nick Schenk, qui a déjà collaboré avec lui pour Gran Torino (2008) et La Mule (2018),.

### Distribution des rôles
Dès l'annonce de sa reprise du projet, Clint Eastwood est annoncé dans le rôle principal. En décembre 2020, Fernanda Urrejola est annoncée dans le rôle de la mère du garçon. Eduardo Minett, Dwight Yoakam, Natalia Traven ou encore Horacio Garcia Rojas sont également annoncés.

### Tournage
Le tournage débute le 4 novembre 2020 à Albuquerque au Nouveau-Mexique,. Des scènes sont ensuite tournées dans le comté de Socorro jusqu'à fin novembre 2020. En décembre 2020, des prises de vues ont lieu à Belen. Des prises de vues ont également lieu dans les comtés de Sandoval (notamment Bernalillo), Valencia et Sierra,.
Le tournage s'achève le 16 décembre 2020 après seulement 46 jours,,.

## Sortie et accueil

### Date de sortie
L'annonce de la sortie en salles de Cry Macho, distribué par Warner Bros., est faite peu après la fin du tournage en décembre 2020. Cependant, en raison de la pandémie de Covid-19 et son impact sur l'industrie cinématographique, WarnerMedia annonce ensuite que le film sortira courant 2021, en simultané au cinéma et sur HBO Max,. En juin 2021, Warner modifie son planning et avance la sortie américaine au 17 septembre 2021.

### Critique
Le film reçoit des critiques relativement positives aux États-Unis. Sur l'agrégateur américain Rotten Tomatoes, il récolte 60% d'opinions favorables pour 151 critiques et une note moyenne de 5,8⁄10. Le consensus du site est : « Cry Macho prouve que Clint Eastwood reste un cinéaste économique et une présence charismatique à l'écran, même s'il convient mal à ce projet particulier ». Sur Metacritic, il obtient une note moyenne de 58⁄100 pour 44 critiques. En France, le site Allociné recense 33 critiques presse pour une note moyenne de 3,1⁄5.

### Box-office
| Pays ou région    | Box-office      | Date d'arrêt du box-office | Nombre de semaines |
| ----------------- | --------------- | -------------------------- | ------------------ |
| États-Unis Canada | 10 310 734 $    | 4 novembre 2021            | 7                  |
| France            | 198 141 entrées | 7 décembre 2021            | 4                  |
| Total mondial     | 16 510 734 $    | -                          | -                  |